# カラマン県
カラマン県(カラマンけん、トルコ語: Karaman ili)は、トルコ中南部、中央アナトリア地方の県。面積はおおよそ9000km²。人口は252,377人であり1km²辺りの人口は27.54人。県都はカラマン。コンヤ、アンタルヤ、メルスィンに囲まれている。
15年代後期まで、カラマンはカラマノール首長国（トルコ語: Karamanoğulları Beyliği）の一部であった。非常に多く教会や礼拝堂が見られる。

## 下位自治体
- カラマン（Karaman）
- アイランジュ（Ayrancı）
- バシュヤイラ（Başyayla）
- エルメネク（Ermenek）
- カズムカラベキル（Kazımkarabekir）
- サルヴェリレル（Sarıveliler）